# Stagecoach Kid
Stagecoach Kid è un film del 1949 diretto da Lew Landers.

## Trama
Un ricco possidente, giunto all'Ovest con la figlia, rischia di essere ucciso da due sicari mandati dal suo sorvegliante. Vengono fortunosamente salvati da Dave Collins, proprietario di una diligenza e dal suo secondo, tuttavia, i due assassini, non essendo riusciti nell'intento, rubano il carro di Collins che era colmo di oro da consegnare. A quel punto l'uomo si trova a dover recuperare il proprio carico e a cercare di sistemarsi con la ragazza che si è, sì, innamorata di lui, ma che non ha intenzione di restare nell'Ovest un minuto più del necessario.